# Agnès de Hesse-Cassel
Agnès de Hesse-Cassel, née le 14 mai 1606 à Cassel et décédée le 28 mai 1650 à Dessau, est une princesse allemande.

## Biographie
Agnès est la fille de Maurice de Hesse-Cassel (1572-1632) de son second mariage avec Julienne de Nassau-Dillenbourg (1587-1643).
Le 18 mai 1623 elle épouse Jean-Casimir d'Anhalt-Dessau (1596-1660). Ils ont six enfants :
- Maurice (1624-1624)
- Dorothée (1625-1626)
- Juliane (1626-1652)
- Jean-Georges II (1627-1693), prince d'Anhalt-Dessau
- Louise (1631-1680), épouse en 1648 le duc Christian de Brzeg
- Agnès (1644-1644)

Durant la guerre de Trente Ans, elle protège l'Anhalt-Dessau en négociant directement avec les généraux. Parlant six langues, elle est aussi mathématicienne et économiste.